# Repêchage amateur de la LNH 1967
Ne pas confondre avec le repêchage d'expansion de la LNH 1967.
1966 1968
Le repêchage amateur de la Ligue nationale de hockey 1967 a lieu à l'hôtel Reine Élizabeth à Montréal au Québec (Canada) le 7 juin 1967.

## Le repêchage

### Premier tour
| Rang | Équipe LNH               | Nationalité | Joueur         | Repêché de                                                        |
| ---- | ------------------------ | ----------- | -------------- | ----------------------------------------------------------------- |
| 1    | Kings de Los Angeles     | Canada      | Rick Pagnutti  | Garson-Falconridge (Association du nord de l'Ontario)             |
| 2    | Penguins de Pittsburgh   | Canada      | Steve Rexe     | équipe senior de Belleville                                       |
| 3    | Seals de la Californie   | Canada      | Ken Hicks      | Wheat Kings de Brandon (Ligue junior de la Saskatchewan)          |
| 4    | North Stars du Minnesota | Canada      | Wayne Cheesman | équipe junior B de Whitby                                         |
| 5    | Flyers de Philadelphie   | Canada      | Serge Bernier  | Éperviers de Sorel (Ligue junior du Québec)                       |
| 6    | Rangers de New York      | Canada      | Bob Dickson    | équipe junior B de Chatham                                        |
| 7    | Black Hawks de Chicago   | Canada      | Bob Tombari    | Greyhounds de Sault Ste. Marie (Association du nord de l'Ontario) |
| 8    | Canadiens de Montréal    | Canada      | Elgin McCann   | équipe junior A de Weyburn                                        |
| 9    | Red Wings de Détroit     | Canada      | Ron Barkwell   | Bombers de Flin Flon (Ligue junior de la Saskatchewan)            |
| 10   | Bruins de Boston         | Canada      | Meehan Bonnar  | équipe junior B de St. Thomas                                     |

### Deuxième tour
| Rang | Équipe LNH               | Nationalité | Joueur       | Repêché de                                                        |
| ---- | ------------------------ | ----------- | ------------ | ----------------------------------------------------------------- |
| 11   | Penguins de Pittsburgh   | Canada      | Bob Smith    | Greyhounds de Sault Ste. Marie (Association du nord de l'Ontario) |
| 12   | Seals de la Californie   | Canada      | Gary Wood    | Fort Frances (Association du nord de l'Ontario)                   |
| 13   | North Stars du Minnesota | Canada      | Larry Mick   | Lumber Kings de Pembroke (junior A)                               |
| 14   | Flyers de Philadelphie   | Canada      | Al Sarault   | Lumber Kings de Pembroke (junior A)                               |
| 15   | Rangers de New York      | Canada      | Brian Tosh   | Bears de Smith Falls (junior A)                                   |
| 16   | Maple Leafs de Toronto   | Canada      | Bob Kelly    | Marrs de Port Arthur (junior A)                                   |
| 17   | Red Wings de Détroit     | Canada      | Al Karlander | Huskies de Michigan Tech (WCHA)                                   |

### Troisième tour
| Rang | Équipe LNH             | Nationalité | Joueur      | Repêché de               |
| ---- | ---------------------- | ----------- | ----------- | ------------------------ |
| 18   | Seals de la Californie | Canada      | Kevin Smith | équipe junior de Halifax |